# Battesimo di Cristo (Perugino)
Il Battesimo di Cristo è un affresco (335x540 cm) di Pietro Perugino e aiuti, realizzato verso il 1482 e facente parte della decorazione del registro mediano della Cappella Sistina in Vaticano. Si tratta dell'unica opera firmata di tutta la cappella.

## Storia
Nel 1480 Perugino si trovava nell'antica basilica vaticana ad affrescare una cappella per conto di Sisto IV, ottenendo un tale successo da ricevere, subito dopo, la nuova commissione per la decorazione della ricostruita cappella papale, detta poi Sistina in onore del papa. In quest'impresa venne presto affiancato da un'équipe di pittori fiorentini, inviati appositamente da Lorenzo de' Medici. 
Il tema della decorazione era il parallelismo tra le Storie di Mosè e quelle di Cristo, che evidenziasse la continuità tra Vecchio e Nuovo Testamento e la trasmissione della legge divina dalle tavole della Legge al messaggio evangelico di Gesù, il quale poi scelse san Pietro come suo successore, legittimando il potere, la supremazia e l'infallibilità dei suoi successori, cioè i pontefici stessi. I pittori della Sistina si attennero a comuni convenzioni rappresentative in modo da far risultare il lavoro omogeneo, come l'uso di una stessa scala dimensionale, struttura ritmica e rappresentazione paesaggistica; inoltre utilizzarono accanto ad un'unica gamma cromatica le rifiniture in oro in modo da far risplendere le pitture con i bagliori delle torce e delle candele.
Perugino, con numerosi aiuti che richiedeva la vastità di un'opera del genere, tra cui il giovane Pinturicchio, dipinse almeno sei scene, di cui se ne sono oggi conservate tre. La presenza di Pinturicchio è tradizionalmente riferita a un gruppo di astanti, ma studi più recenti ne hanno drasticamente ridotto l'intervento: per la solidità dell'impianto volumetrico tali figure sono scarsamente compatibili con la serie di Madonne giovanili, ma anche con gli affreschi successivi e sarebbero piuttosto da riferire ad Andrea d'Assisi soprannominato l'Ingegno, a Rocco Zoppo e più dubitativamente allo Spagna e a Bartolomeo della Gatta, altri collaboratori di Perugino menzionati da Vasari.

## Descrizione e stile

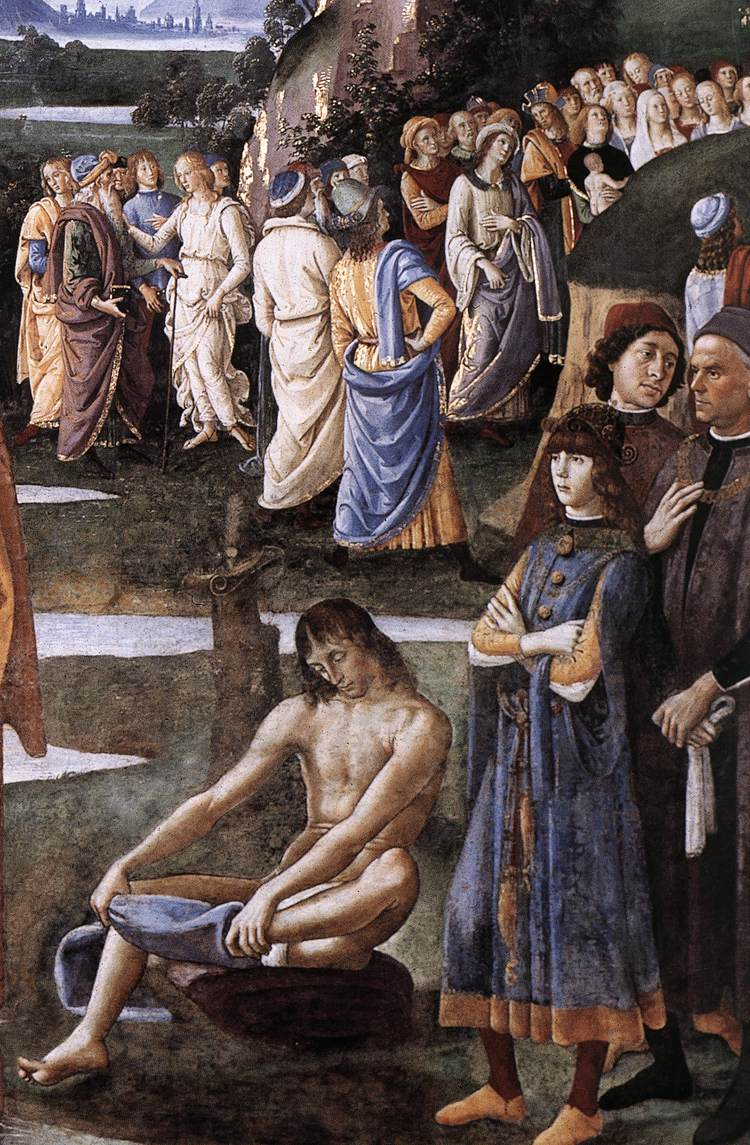
Dettaglio

La scena del Battesimo di Cristo è la prima della parete a destra dell'altare, guardando verso di esso, ed è in parallelo con la Partenza di Mosè per l'Egitto e circoncisione di suo figlio Eliezer sul lato opposto. C'era infatti un preciso parallelismo tra le cerimonie della circoncisione e del battesimo rispettivamente nel mondo ebraico e cristiano, sottintendendo anche la dimensione più profonda e spirituale del secondo. In tale senso il battesimo, come scritto anche da sant'Agostino e molti dei Padri della Chiesa, era una sorta di "circoncisione spirituale" per i fanciulli. 
La scena è impostata secondo uno schema simmetrico, tipico di Perugino. Al centro il fiume Giordano scorre dritto verso lo spettatore, fino ai piedi di Gesù e di Giovanni Battista che lo sta battezzando, in primo piano. Dal cielo scende la colomba dello Spirito Santo, inviata da Dio Padre in alto, rappresentato entro un nimbo di luce con serafini e cherubini e affiancato da due angeli in volo. Su questo asse centrale converge anche il paesaggio, con una visione simbolica della città di Roma (si riconoscono tra le mura un arco di trionfo, il Colosseo e il Pantheon) verso la quale tendono le linee di forza delle due quinte rocciose digradanti ai lati. Alle due estremità si svolgono due episodi secondari, pure improntati a una simmetria che ne sottolinea le analogie dottrinali: la predica alle folle del Battista (sinistra) e di Gesù (a destra). Tipico dell'artista è anche il paesaggio che sfuma dolcemente in lontananza, punteggiato da esili alberelli, che divenne uno degli elementi più riconoscibili della scuola umbra. 
Alla scena in primo piano partecipano anche due angeli inginocchiati che tengono un asciugamano, evidente citazione nordica, che ricorda Hugo van der Goes e il Trittico Portinari, e un battezzando che si sta spogliando, secondo una tradizione iconografica consolidata. Chiudono infine ai lati, in primo piano, una serie di ritratti di personaggi contemporanei, molto rari nelle scene sacre del Perugino, che vennero ispirati dalle analoghe composizioni di Domenico Ghirlandaio, anche lui al lavoro nella Sistina.
Sul fregio superiore compare la firma OPVS PETRI PERVSINI · CASTRO PLEBIS.